# Eupalaestrus weijenberghi
Eupalaestrus weijenberghi (Thorell, 1894) es una especie de araña migalomorfa perteneciente a la familia Theraphosidae (tarántulas). Se la conoce por el nombre común de araña pollito de collar y también como araña peluda o pollito chico.
En cuanto al dimorfismo sexual que presentan, el macho tiene un cuerpo de menor tamaño, pero con las patas más extendidas, lo que hace que su diámetro sea mayor que el de la hembra; presenta un color marrón oscuro uniforme, con marcas intersegmentarias conspicuas. En cuanto a la hembra, cuyas dimensiones son 45 mm de cuerpo y 75 mm de diámetro, posee de color gris parduzco las patas anteriores y el cefalotórax, este último con un ribete más claro por su borde, en tanto que las patas posteriores y el abdomen son de marrón oscuro; todas las patas son ligeramente más claras en la articulación intersegmentaria.

## Distribución
Se distribuye por Brasil, Uruguay, Venezuela y Argentina.